# Croydon, London
Croydon  är en ort i Storbritannien.   Den ligger i kommunen Croydon i regionen Greater London och riksdelen England, i den södra delen av landet, 14 km söder om huvudstaden London. Croydon ligger 54 meter över havet och antalet invånare är (2016) 173 314.
Terrängen runt Croydon är platt.Runt Croydon är det mycket tätbefolkat, med 3 895 invånare per kvadratkilometer. Närmaste större samhälle är London, 14,0 km norr om Croydon. Runt Croydon är det i huvudsak tätbebyggt.